# Campeonato Soviético de Xadrez de 1961 (29º)
O 29º Campeonato Soviético de Xadrez foi a 29ª edição do Campeonato Soviético de Xadrez, realizado em Bacu, de 16 de novembro de 1961 a 20 de dezembro de 1961. A competição foi vencida por Boris Spassky. Semifinais ocorreram nas cidades de Batumi, Novgorod e Kiev.

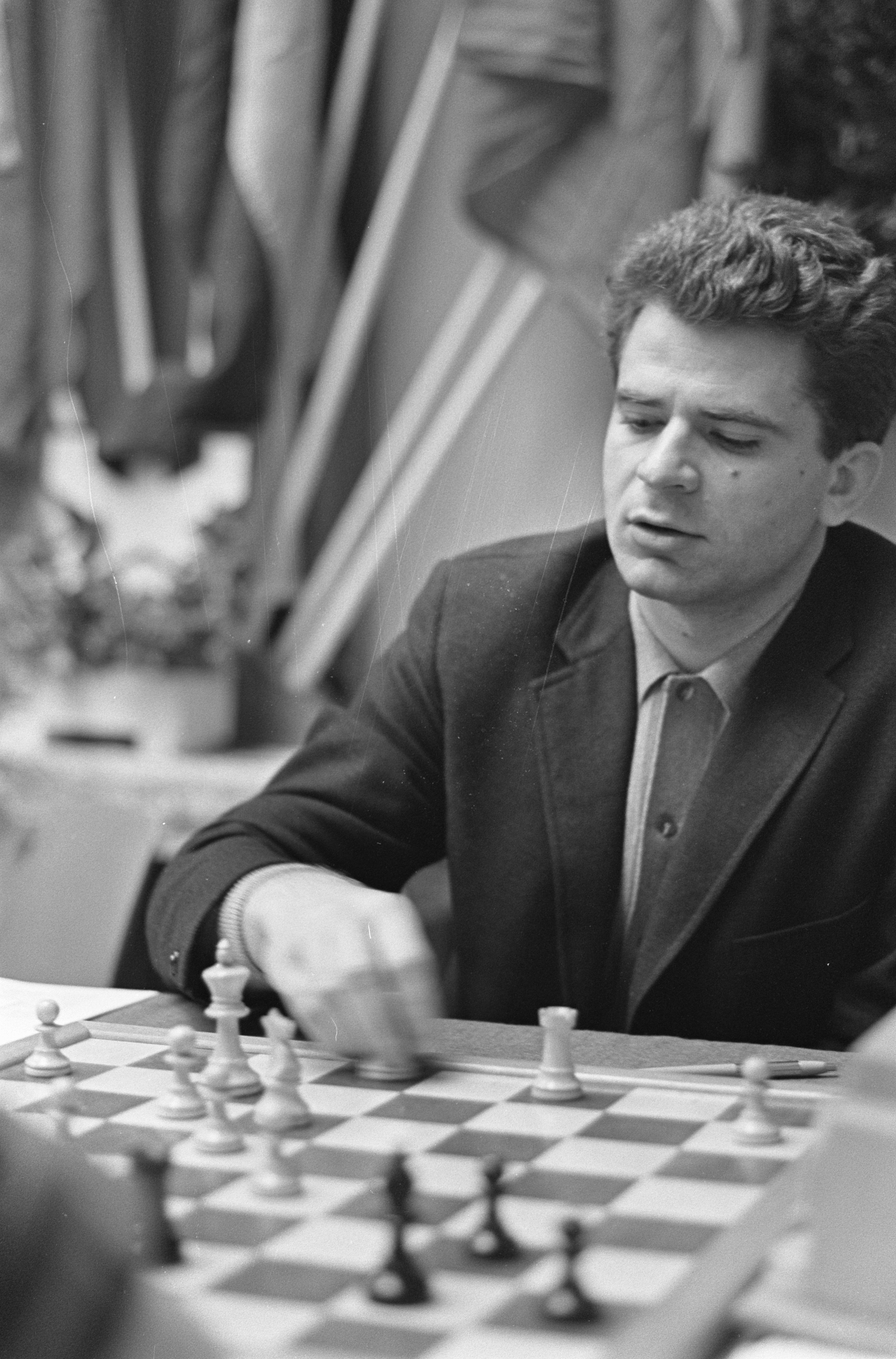
Boris Spassky

## Classificação e resultados
| N° | Jogador              | 1 | 2 | 3 | 4 | 5 | 6 | 7 | 8 | 9 | 10 | 11 | 12 | 13 | 14 | 15 | 16 | 17 | 18 | 19 | 20 | 21 | Total |
| -- | -------------------- | - | - | - | - | - | - | - | - | - | -- | -- | -- | -- | -- | -- | -- | -- | -- | -- | -- | -- | ----- |
| 1  | Boris Spassky        | - | 1 | ½ | 1 | ½ | ½ | ½ | 1 | ½ | ½  | 1  | 0  | ½  | 1  | 1  | 1  | ½  | 1  | ½  | 1  | 1  | 14½   |
| 2  | Lev Polugaevsky      | 0 | - | ½ | ½ | 1 | ½ | 1 | 0 | ½ | ½  | ½  | 1  | 1  | ½  | 1  | 1  | ½  | 1  | 1  | 1  | 1  | 14    |
| 3  | David Bronstein      | ½ | ½ | - | 1 | 0 | 1 | ½ | ½ | ½ | ½  | 1  | ½  | ½  | 1  | ½  | ½  | ½  | 1  | ½  | 1  | ½  | 12½   |
| 4  | Mikhail Tal          | 0 | ½ | 0 | - | ½ | 1 | ½ | ½ | ½ | ½  | ½  | 1  | 1  | ½  | 1  | 1  | ½  | 1  | 0  | ½  | 1  | 12    |
| 5  | Evgeni Vasiukov      | ½ | 0 | 1 | ½ | - | ½ | 0 | ½ | 1 | 0  | ½  | ½  | ½  | 1  | ½  | 1  | 1  | ½  | 1  | ½  | 1  | 12    |
| 6  | Mark Taimanov        | ½ | ½ | 0 | 0 | ½ | - | ½ | 1 | ½ | 1  | ½  | 1  | 1  | 0  | ½  | 1  | ½  | 0  | 1  | ½  | 1  | 11½   |
| 7  | Yuri Averbakh        | ½ | 0 | ½ | ½ | 1 | ½ | - | ½ | ½ | ½  | 0  | ½  | 0  | ½  | 1  | 1  | 1  | 1  | 1  | 1  | 0  | 11½   |
| 8  | Vassily Smyslov      | 0 | 1 | ½ | ½ | ½ | 0 | ½ | - | ½ | 1  | 0  | 1  | ½  | ½  | ½  | 0  | 1  | 1  | 1  | ½  | ½  | 11    |
| 9  | Paul Keres           | ½ | ½ | ½ | ½ | 0 | ½ | ½ | ½ | - | ½  | ½  | ½  | 0  | 1  | 1  | 1  | ½  | 1  | ½  | ½  | ½  | 11    |
| 10 | Ratmir Kholmov       | ½ | ½ | ½ | ½ | 1 | 0 | ½ | 0 | ½ | -  | ½  | 0  | 1  | 0  | 0  | 1  | 1  | ½  | 1  | 1  | 1  | 11    |
| 11 | Aivars Gipslis       | 0 | ½ | 0 | ½ | ½ | ½ | 1 | 1 | ½ | ½  | -  | 0  | ½  | ½  | ½  | ½  | 1  | 1  | ½  | ½  | 1  | 11    |
| 12 | Leonid Shamkovich    | 1 | 0 | ½ | 0 | ½ | 0 | ½ | 0 | ½ | 1  | 1  | -  | 0  | 1  | ½  | 1  | ½  | ½  | 0  | 1  | 1  | 10½   |
| 13 | Abram Khasin         | ½ | 0 | ½ | 0 | ½ | 0 | 1 | ½ | 1 | 0  | ½  | 1  | -  | 1  | ½  | 0  | ½  | 0  | ½  | ½  | 1  | 9½    |
| 14 | Yury Kots            | 0 | ½ | 0 | ½ | 0 | 1 | ½ | ½ | 0 | 1  | ½  | 0  | 0  | -  | 1  | ½  | 0  | 0  | 0  | 1  | 1  | 8     |
| 15 | Vladislav Shianovsky | 0 | 0 | ½ | 0 | ½ | ½ | 0 | ½ | 0 | 1  | ½  | ½  | ½  | 0  | -  | ½  | ½  | ½  | 1  | 1  | 0  | 8     |
| 16 | Boris Vladimirov     | 0 | 0 | ½ | 0 | 0 | 0 | 0 | 1 | 0 | 0  | ½  | 0  | 1  | ½  | ½  | -  | 1  | 1  | 1  | 0  | 1  | 8     |
| 17 | Anatoly Lein         | ½ | ½ | ½ | ½ | 0 | ½ | 0 | 0 | ½ | 0  | 0  | ½  | ½  | 1  | ½  | 0  | -  | 0  | 1  | ½  | ½  | 7½    |
| 18 | Vladimir Savon       | 0 | 0 | 0 | 0 | ½ | 1 | 0 | 0 | 0 | ½  | 0  | ½  | 1  | 1  | ½  | 0  | 1  | -  | ½  | ½  | ½  | 7½    |
| 19 | Rashid Nezhmetdinov  | ½ | 0 | ½ | 1 | 0 | 0 | 0 | 0 | ½ | 0  | ½  | 1  | ½  | 1  | 0  | 0  | 0  | ½  | -  | 1  | 0  | 7     |
| 20 | Vladimir Bagirov     | 0 | 0 | 0 | ½ | ½ | ½ | 0 | ½ | ½ | 0  | ½  | 0  | ½  | 0  | 0  | 1  | ½  | ½  | 0  | -  | ½  | 6     |
| 21 | Bukhuti Gurgenidze   | 0 | 0 | ½ | 0 | 0 | 0 | 1 | ½ | ½ | 0  | 0  | 0  | 0  | 0  | 1  | 0  | ½  | ½  | 1  | ½  | -  | 6     |